# Hoplotettix
Hoplotettix is een geslacht van rechtvleugeligen uit de familie sabelsprinkhanen (Tettigoniidae). De wetenschappelijke naam van dit geslacht is voor het eerst geldig gepubliceerd in 1918 door Caudell.

## Soorten
Het geslacht Hoplotettix  is monotypisch en omvat slechts de volgende soort:
- Hoplotettix iconnicoffi (Caudell, 1918)